# Кобычев, Вениамин Павлович
Вениамин Павлович Кобычев  (1925-1990) — советский этнограф-кавказовед.

## Биография
Родился 18 июля 1925 г. в Архангельской области в рабочей семье. Рано потеряв родителей в 1937 году переехал в Москву, где в Академии связи им. Подбельского работал его старший брат. По окончании семилетки поступил в Московский Политехникум связи, но из-за материальных условий вскоре перешел в Ремесленное училище, закончить которое ему помешала война.
Зимой 1942 г. вернулся в Москву из эвакуации, учился в школе рабочей молодежи, которую закончил в 1946 году. В этом же году поступил на историко-филологический факультет Кишинёвского университета, по окончании которого получил направление в Институт истории Молдавского филиала АН СССР, но, не дождавшись ставки, в 1952 г. устроился учителем истории в одну из школ Калужской области.
В 1953 г. поступил в аспирантуру Института этнографии АН СССР, а в 1958 г. защитил кандидатскую диссертацию, посвящённую жилищу народов Восточного Закавказья в XIX в.. 
Тема докторской диссертации (1984 год): «Поселения и жилище народов Северного Кавказа (XIX—XX вв.). 
Коллеги отмечают большой вклад В.П. Кобычева в изучение материальной культуры народов Кавказа: «Прекрасный знаток традиционного кавказского жилища, он своими трудами составил замечательное по полноте описание его этнических и региональных особенностей. Одновременно В.П. Кобычев много работал над теоретическим обоснованием предложенной им типологической классификации жилища народов Кавказа, а также принципами их научного картографирования».
Научные интересы В.П. Кобычева лежали также в области этногенеза и этнической истории. В 1973 году в издательстве «Наука» вышла его книга «В поисках прародины славян».
До конца жизни работал в секторе Кавказа Института этнографии АН СССР. Умер 14 апреля 1990 года.

## Основные публикации
В поисках прародины славян. М., Наука, 1973. — 168 с.
Поселения и жилище народов Северного Кавказа в XIX-XX вв. М., 1982. — 195 с. Илл., карты.

#### Статьи
- Некоторые вопросы этногенеза и ранней этнической истории народов Кавказа: финно-угры на Кавказе / КЭС. 1989. Вып. 9. С. 10-37.
- Новые и традиционные черты в современном жилище народов Северного Кавказа / Этнические и культурно-бытовые процессы на Кавказе. М., 1979. С. 164-203.
- Расселение чеченцев и ингушей в свете этногенетических преданий и памятников их материальной культуры / Этническая история и фольклор. М., 1977. С. 165-184.
- Изменение материальной культуры народов Кавказа за годы Советской власти / Хозяйство и материальная культура народов Кавказа в XIX - XX вв. М., 1971. С. 5-32.
- Основы типологии и картографирования жилища Кавказа (материалы к Кавказскому историко-этнографическому атласу) / СЭ. 1967. № 2. С. 26-44.
- Крестьянское жилище народов Азербайджана в XIX в. / КЭС. 1962. Вып. 3. С. 3-68.
- Жилище народов Восточного Закавказья в XIX в. / СЭ. 1957. № 3. С. 57-76.